# Kaspadikoppa, Sorab
Kaspadikoppa là một làng thuộc tehsil Sorab, huyện Shimoga, bang Karnataka, Ấn Độ.